# Klasyfikacja gruntów ornych w Polsce
Charakterystykę i podział gleb ułatwia systematyka, która wprowadza klasyfikację z uwzględnieniem przyczyn powstawania i podobieństw określonych jednostek glebowych. Systematyka czy klasyfikacja gleb powinna uwypuklać genezę ich powstawania, a poza tym zawierać ocenę przydatności i wartości użytkowej gleby. Przyjęta klasyfikacja powinna wykazać również kierunki rozwoju gleb w czasie.
Można wyróżnić klasyfikację ekonomiczną (opartą na określeniu dochodu z gleby), techniczną, czyli stosowaną (określającą przydatność gleby: rolniczą, leśną itp.) oraz przyrodniczą (opartą na warunkach powstawania i uwzględniającą naturalne cechy gleby).

## Pojęcie gleby
Gleba jest naturalnym tworem wierzchniej warstwy skorupy ziemskiej, powstałym ze zwietrzeliny skalnej w wyniku oddziaływania na nią zmieniających się w czasie zespołów organizmów żywych i czynników klimatycznych w określonych warunkach rzeźby terenu. Na obszarach zasiedlonych przez człowieka ważnym czynnikiem modyfikującym kształtowanie się gleb był i jest wpływ działalności ludzkiej: pasterskiej, rolniczej, urbanizacyjnej, przemysłowej i innej.
Gleba jest układem trójfazowym, złożonym z fazy stałej, płynnej i gazowej. Jest ona ożywionym tworem przyrody, który ma zdolność produkcji biomasy i w którym zachodzą ciągłe procesy rozkładu i syntezy zarówno związków mineralnych, jak i organicznych oraz ich przemieszczanie i kumulacja. Gleba jest integralnym składnikiem wszystkich ekosystemów lądowych i niektórych wodnych, podlegającym stałej ewolucji.
W procesie rozwoju następuje zróżnicowanie gleby na określone poziomy genetyczne. Rodzaj, układ i właściwości poziomów genetycznych są wynikiem minionych i współczesnych procesów glebotwórczych przebiegających w określonych warunkach środowiska geograficznego. Zespół poziomów genetycznych tworzy daną glebę. Morfologia i właściwości poziomów genetycznych stanowią jedną z podstawowych kryteriów podziału gleb. Gleba jest podstawowym elementem gospodarstwa wiejskiego.

## Kompleksy przydatności rolniczej gleb
Kompleksami przydatności rolniczej gleb albo kompleksami glebowo-rolniczymi nazywa się zespół różnych jednostek taksonomicznych gleb, które wykazują zbliżone właściwości rolnicze i mogą być podobnie użytkowane. Kompleksy glebowo-rolnicze stanowią zatem zbiorcze typy siedliskowe rolniczej przestrzeni produkcyjnej, z którymi powiązane są odpowiednie rośliny uprawne. Przy kwalifikowaniu gleb do odpowiednich kompleksów bierze się pod uwagę następujące kryteria:
- charakter i właściwości samej gleby (typ, podtyp, rodzaj, gatunek, właściwości fizyczne, fizykochemiczne i chemiczne, stopień kultury),
- warunki klimatyczne gleby,
- sytuację geomorfologiczną gleby (położenie w rzeźbie terenu),
- układ stosunków wilgotnościowych,
- przydatność lub nieprzydatność gleb pod użytki rolne.

## Kompleksy glebowo-rolnicze gruntów ornych
Nazwy kompleksów gleb ornych pochodzą od nazw gatunków zbóż – pszenicy i żyta w odniesieniu do gleb terenów równinnych oraz dodatkowo owsa – w odniesieniu do gleb terenów górskich. W polskich bowiem warunkach glebowo-klimatycznych zboża są najlepszymi roślinami wskaźnikowymi, między innymi ze względu na dobre wykorzystanie wody pozimowej zawartej w glebie oraz wierność plonów. Ponadto rośliny te zajmują w Polsce w strukturze zasiewów 50–60% powierzchni gleb ornych. W obrębie gleb ornych wyróżnia się następujące kompleksy przydatności rolniczej:
1. kompleks pszenny bardzo dobry
2. kompleks pszenny dobry
3. kompleks pszenny wadliwy
4. kompleks żytni bardzo dobry (pszenno-żytni)
5. kompleks żytni dobry
6. kompleks żytni słaby
7. kompleks żytni bardzo słaby (żytnio-łubinowy)
8. kompleks zbożowo-pastewny mocny
9. kompleks zbożowo-pastewny słaby
10. kompleks pszenny górski
11. kompleks zbożowy górski
12. kompleks owsiano-ziemniaczany górski
13. kompleks owsiano-pastewny górski
14. gleby orne przydatne pod użytki zielone

Ponadto wydziela się także nieużytki rolnicze – N i grunty pod zabudowaniami – Tz.
Kompleksy od 1-9 obejmują gleby orne terenów nizinnych i wyżynnych. Można je także spotkać w niższych częściach terenów górskich, głównie na obszarach przedgórzy i pogórzy oraz w dolinach rzecznych i w niektórych kotlinach śródgórskich.
W terenach typowo górskich wyróżnia się kompleksy 10-13, zwane kompleksami gleb górskich. Kryteria wydzielania tych kompleksów są takie same, jak kryteria wydzielania kompleksów gleb terenów nizinnych, ale zmienia się hierarchia ważności poszczególnych kryteriów. Każdy z wymienionych wyżej kompleksów przydatności rolniczej gleb ma odpowiedni dobór roślin, których udawanie się uwarunkowane jest właściwościami przyrodniczymi gleb, a celowość uprawy względami ekonomicznymi.

## Użytkowanie i bonitacja gleb w Polsce
Sposób trwałego użytkowania gleb wywiera zasadnicze piętno nie tylko na morfologii profilów glebowych, ale również na ich właściwościach fizycznych, chemicznych i biologicznych oraz wartości użytkowej. Dlatego obok systematyki przyrodniczej konieczne jest wyróżnienie kategorii użytkowych gleb, różniących się swoistymi właściwościami, tendencją rozwojową i dynamizmem zachodzących w nich procesów, oraz odrębne ich traktowanie. Na terenie Polski do najważniejszych kategorii gleb należy zaliczyć: gleby orne (uprawne), gleby darniowe (pod trwałymi użytkami łąkowo-pastwiskowymi) i gleby leśne.
Specyficzną kategorią gleb są grunty pod wodami.
Gleby orne pozostają pod przemożnym działaniem człowieka, który wywiera najistotniejszy wpływ glebotwórczy. Stosowane przez niego zabiegi agrotechniczne, agrochemiczne i melioracyjne powodują zasadnicze zmiany we właściwościach poszczególnych jednostek taksonomicznych gleb. Dzięki uprawie i nawożeniu procesy glebowe, zwłaszcza rozkład substancji mineralnej i organicznej, przebiegają intensywniej w glebie ornej, toteż gleby te odznaczają się dużym dynamizmem. W miarę podnoszenia się kultury rolnej dynamizm gleby wzmaga się w zależności od stosowanych zabiegów. Zwiększenie wilgotności gleby w okresie wegetacyjnym przez nawodnienie lub zraszanie podnosi dynamizm gleby ornej. Uprawa przeobraża glebę, powodując zmiany warunków bioekologicznych, przeto ewolucja gleby uprawnej zależna jest przede wszystkim od woli człowieka i jego świadomego działania.

## Bonitacyjna klasyfikacja gleb gruntów ornych.
Gleboznawczą klasyfikacją gruntów w Polsce objęte są grunty rolne, w tym grunty orne, a także grunty leśne.
Bonitacja gleb gruntów ornych opiera się przede wszystkim na terenowych badaniach odkrywek glebowych, ze szczególnym uwzględnieniem takich cech morfologicznych i właściwości gleby, jak jej położenie, budowa profilu (gibkość gleby i poziomu próchniczego), barwa, struktura, skład granulometryczny poszczególnych poziomów, przepuszczalność, stosunki wodne, odczyn, zawartość wapnia w przeliczeniu na tlenek lub węglan wapnia i inne. Uzupełniającymi czynnikami bonitacji są właściwości fizjograficzne otoczenia profilu glebowego i warunki uprawy.
W obrębie gruntów ornych wydziela się 9 klas bonitacyjnych, oznaczonych symbolami: I, II, III a, III b, IV a, IV b, V, VI i VIz.

### Klasa I – gleby orne najlepsze
Gleby te występują zawsze w dobrych warunkach fizjograficznych, to jest na równinach lub na bardzo małych pochyłościach. Są zasobne we wszystkie składniki pokarmowe roślin, mają dobrą naturalną strukturę, nawet na znacznej głębokości, są łatwe do uprawy, ciepłe czynne, przepuszczalne i przewiewne, ale przy tym dostatecznie wilgotne. W dobrze wykształconym i głębokim poziomie akumulacyjnym zawierają słodką próchnicę, nie wykazują większego zakwaszenia, mają dobre stosunki wodno-powietrzne, i nie wymagają melioracji. Można na nich osiągać bez większych nakładów wysokie plony najszlachetniejszych i głęboko korzeniących się roślin uprawnych. Udają się na nich wszystkie rośliny uprawne, a przede wszystkim buraki cukrowe, pszenica, lucerna, rzepak, koniczyna czerwona i warzywa. Do klasy tej zalicza się gleby orne: najlepsze czarnoziemy, mady pyłowe, mady próchniczne, niektóre czarne ziemie, rędziny i gleby brunatne wytworzone z lessów.

### Klasa II – gleby orne bardzo dobre
Gleby zaliczane do tej klasy są zbliżone do gleb klasy I, ale występują w nieco gorszych, choć jeszcze dobrych warunkach rzeźby terenu. Mają gorsze stosunki wodne, są mniej przepuszczalne, mniej przewiewne i nieraz trochę trudniejsze do uprawy, są zmeliorowane lub nie wymagają melioracji. W zasadzie udają się na nich te same rośliny uprawne co na glebach klasy I, ale przy średniej kulturze rolnej plony są niższe. Gleby te wchodzą w skład kompleksów pszennego bardzo dobrego lub pszennego dobrego. Nadają się pod płodozmiany specjalne dla najbardziej wymagających roślin uprawnych, a również bardzo dobrze pod sady. Do klasy tej zalicza się gleby takich rodzajów jak klasa I, a także niektóre gleby płowe i brunatne.

### Klasa III a – gleby orne dobre
Zalicza się tu gleby mające już wyraźnie gorsze właściwości fizyczne i chemiczne lub występujące w gorszych warunkach fizjograficznych od gleb klasy I i II. Odnosi się to przede wszystkim do stosunków wodnych. Dlatego wybór roślin, które mogą być uprawiane, jest mniejszy. Wysokość plonów waha się w szerokich granicach w zależności od stopnia kultury, umiejętności uprawy i nawożenia, a także w pewnym stopniu od warunków atmosferycznych. Niektóre z gleb zaliczanych do tej klasy mogą być także trudniejsze do uprawy. Większość gleb wykazuje już pewne oznaki procesu degradacji, a w przypadku gleb bielicowych lub płowych poziom próchniczy w stanie świeżym jest najczęściej barwy szarej lub jasnoszarej. Gleb tych nie można jednak nazwać glebami wadliwymi, gdyż ujemne cechy występują w nieznacznym stopniu. Są to gleby zmeliorowane lub niewymagające melioracji. Na lżejszych odmianach tych gleb osiąga się wysokie plony żyta, jęczmienia, owsa i ziemniaków, a w warunkach wysokiej kultury oraz na glebach cięższych – drobne plony buraków cukrowych, pszenicy, warzyw i koniczyny czerwonej. Gleby tej klasy przeważnie można zaliczyć do kompleksu gleb pszennych dobrych, a w niektórych przypadkach będą to najlepsze gleby kompleksu żytniego bardzo dobrego. Nadają się one również pod sady. Do klasy III a zalicza się gleby brunatne i płowe, zdegradowane czarnoziemy, mady piaszczyste, niektóre rędziny, niewymagające melioracji (lub zmeliorowane) gleby torfowo-murszowe i torfowe.

### Klasa III b – gleby orne średnio dobre
Zasadniczo są to gleby zbliżone właściwościami do gleb klasy III a, ale w większym stopniu zaznaczają się ich gorsze właściwości fizyczne i chemiczne lub gorsze warunki fizjograficzne. Poziom wód gruntowych ulega jeszcze większym wahaniom, a plony uzależnione są od warunków atmosferycznych, niektóre z nich bywają okresowo za suche, inne mogą być okresowo za mokre. Gleby te mogą być narażone na erozję. Oznaki procesu degradacji, jeśli występują, to są już wyraźnie zaznaczone. Omawiane gleby, choć zasadniczo jeszcze dobre, mogą być już uważane w pewnym nieznacznym stopniu za wadliwe. Niektóre z nich są trudniejsze do uprawy. Na glebach klasy III b w warunkach wysokiej kultury i pomyślnego przebiegu warunków atmosferycznych można osiągnąć dobre plony pszenicy, buraków cukrowych i koniczyny czerwonej. Gleby tej klasy, jeżeli nie są ciężkie, to należą przeważnie do kompleksu żytniego bardzo dobrego, natomiast cięższe spośród nich do pszennego dobrego lub zbożowo-pastewnego mocnego, a nawet niekiedy do pszennego wadliwego. Nadają się również pod sady. Zalicza się tu gleby brunatne, płowe i opadowo-glejowe, czarne ziemie, rędziny, niewymagające melioracji (lub zmeliorowane) gleby orne torfowo-murszowe i torfowe.

### Klasa IV a – gleby orne średniej jakości, lepsze
Są to gleby o zdecydowanie mniejszym wyborze roślin uprawnych niż gleby poprzednich, wyższych klas. Na ogół uzyskuje się na nich średnie plony, nawet wówczas, gdy stosuje się dobrą agrotechnikę. Plony roślin w znacznym stopniu uzależnione są od ilości i rozkładu opadów atmosferycznych, szczególnie w okresie wegetacyjnym. Gleby te nieraz występują w gorszych położeniach w rzeźbie terenu, na większych spadkach i często narażone są na erozję wodną. Gleby ciężkie tej klasy są zasobne w składniki pokarmowe i charakteryzuje je duża żyzność potencjalna, lecz są mało przewiewne, zimne i mało czynne pod względem biologicznym, przeważnie ciężkie w uprawie, wymagają więc umiejętności uchwycenia pory wykonania zabiegów uprawowych. W okresach upałów zsychają się tworząc głębokie pęknięcia i szczeliny lub bryły trudne do rozbicia. Uprawiane na mokro mażą się. W sprzyjających warunkach atmosferycznych i w dobrej kulturze mogą dać nawet wysokie plony pszenicy, buraków cukrowych i koniczyny czerwonej. Żyto plonuje przeważnie gorzej od pszenicy i jest mniej pewne. Znaczna część gleb klasy IV a ma okresowo za wysoki poziom wód gruntowych i wymaga melioracji (drenowania), a po jej wykonaniu może być zaliczona do klas wyższych (nawet do klasy II). Gleby te należą do kompleksu zbożowo-pastewnego mocnego lub pszennego wadliwego. W większości przypadków mogą być przydatne pod sady, ale nie pod wszystkie gatunki drzew. Gleby lekkie tej klasy są glebami żytnio-ziemniaczanymi, na których koniczyna czerwona zawodzi. Gdy są one w wysokiej kulturze i w dobrych warunkach wilgotnościowych, wówczas udaje się na nich jęczmień, a nawet pszenica i owies. Nadają się również pod sady, ale nie pod wszystkie gatunki drzew. Do klasy IV a należą: lepsze gleby brunatne, płowe, bielicowe, brunatne, płowe i opadowo-glejowe, podmokłe czarnoziemy, mady ciężkie, rędziny, zmeliorowane gleby torfowe i torfowo-murszowe.

### Klasa IV b – gleby orne średniej jakości, gorsze
Zasadniczo są to gleby zbliżone właściwościami do gleb klasy IV a, ale są bardziej od nich wadliwe, albo zbyt suche, albo zbyt wilgotne. Uzyskiwane plony wahają się w szerokich granicach i uzależnione są przede wszystkim od warunków atmosferycznych. Gleby ciężkie w tej klasie są najczęściej podmokłe, albo zbyt ciężkie do uprawy, albo położone w złych warunkach fizjograficznych, np. na silnych spadkach, zerodowanych szczytach wzgórz czy zagłębieniach terenu. Niektóre gatunki (odmiany) podścielone są płytko zbyt przepuszczalnym podłożem, dlatego są zbyt suche. W innych gatunkach poziom wód gruntowych jest przez dłuższy okres zbyt wysoki. Gleby ciężkie tej klasy zaliczane są do kompleksów zbożowo pastewnych lub pszennego wadliwego, gdyż najlepiej udają się na nich pastewne mieszanki, owies, kapusta, koniczyna, brukiew i inne rośliny pastewne. Gleby te nadają się tylko pod niektóre gatunki drzew owocowych. Gleby ciężki i płytkie na przepuszczalnych podłożach przeważnie należą do kompleksów przydatności rolniczej żytnich, najczęściej dobrych. Gleby lekkie tej klasy są w zasadzie glebami żytnio-ziemniaczanymi, często jednak wykazują wrażliwość na suszę. Wyjątkowo, gdy są w wysokiej kulturze i przy dobrych warunkach atmosferycznych, mogą się na nich udawać także inne rośliny uprawne. Gleby te zaliczane są zasadniczo do kompleksu żytniego słabego, w niektórych warunkach do żytniego dobrego. Nadają się tylko dla mniej wybrednych gatunków drzew owocowych. Do klasy IV b zalicza się takie same jednostki taksonomiczne gleb, jak do klasy IV a, ale charakteryzujące się znacznie gorszymi właściwościami, których przyczynami są budowa profilu i mniej korzystne położenie fizjograficzne.

### Klasa V – gleby orne słabe
Gleby te są mało żyzne, słabo urodzajne i zawodne. Należą tu gleby zbyt lekkie, za suche, przydatne do uprawy żyta i łubinu, a w latach obfitujących w opady – ziemniaków i seradeli. Do tej klasy zalicza się również płytkie i kamieniste gleby, najczęściej ubogie w substancję organiczną oraz gleby zbyt mokre, nie zmeliorowane lub nie nadające się do melioracji. Gleby lekkie i suche tej klasy należą w zasadzie do kompleksu gleb żytnich słabych lub bardzo słabych. W głównej mierze uzależnione to jest od stosunków wodnych i stopnia kultury. Gleby klasy V przydatne są tylko pod niektóre gatunki drzew owocowych. Gleby ciężkie i podmokłe klasy V przydatne są najlepiej pod brukiew i kapustę, mieszanki traw oraz niektóre rośliny pastewne. Gleby te należą do kompleksu przydatności rolniczej zbożowo-pastewnego słabego. Pod sady w zasadzie nie nadają się. Zalicza się do nich takie gleby, jak: gleby brunatne, rdzawe, płowe, bielicowe wytworzone z piasków i żwirów gliniastych, płytkie mady, rędziny i gleby kamieniste.

### Klasa VI – gleby orne najsłabsze
Gleby te są słabe, wadliwe i zawodne, plony uprawianych na nich roślin są bardzo niskie i niepewne. Należą tu gleby za suche i luźne, na których udaje się łubin, natomiast żyto tylko w latach sprzyjających daje średnie plony. Gleby bardzo płytkie lub płytkie silnie kamieniste, wskutek tego trudne do uprawy, gleby za mokre o stale za wysokim poziomie wód gruntowych, często ze storfiałą lub murszastą próchnicą, w których przeprowadzenie melioracji jest bardzo utrudnione. Gleby suche tej klasy mogą być zaliczone wyłącznie do kompleksu żytniego bardzo słabego. Pod sady gleby te w zasadzie nie nadają się, mogą być na nich sadzone tylko mniej wybredne odmiany wiśni. Na bardzo płytkich rędzinach tej klasy uprawiać można jedynie żyto i koniczynę białą. W zasadzie gleby te nadają się bardziej pod zalesienie niż pod uprawę rolną. Podmokłe gleby tej klasy nie nadają się do uprawy zbóż i roślin okopowych, dlatego też powinny być wykorzystywane raczej jako pastwiska. Do klasy VI zalicza się gleby rdzawe, bielicowe, rankery, płytkie rędziny inicjalne, ciężkie mady podmokłe.

## Zanieczyszczenie gleb gruntów ornych

### Zanieczyszczenie pierwiastkami chemicznymi
Średnie zawartości w glebach użytków rolnych Polski Cd, Cu, Ni, Pb i Zn oraz siarki siarczanowej(S-SO4) są nieduże i wynoszą odpowiednio: Cd-0.21, Cu-6.5, Ni-6.2, Pb-13.6, Zn-32.4 (mg/kg), S-SO4- 1,79 (g/kg). Około 80% gleb użytków rolnych kraju charakteryzuje się naturalną, a 17,6% podwyższoną zawartością metali ciężkich. Na glebach o podwyższonej zawartości metali ciężkich można uprawiać wszystkie rośliny z wyjątkiem warzyw na przetwory i przeznaczonych do bezpośredniej konsumpcji dla dzieci. Około 3% gleb jest w różnym stopniu zanieczyszczone metalami ciężkimi. Terelak i in. [2000] podaje, iż 10% gruntów Polski jest zanieczyszczonych metalami ciężkimi, z czego 0,5% to użytki rolne. Na glebach słabo i średnio zanieczyszczonych metalami ciężkimi, które stanowią łącznie 2,68% powierzchni użytków rolnych Polski, należy wykluczyć uprawę roślin przeznaczonych do bezpośredniej konsumpcji. Można na nich uprawiać rośliny okopowe, zbożowe i pastewne, kontrolując ich jakość pod względem zawartości metali ciężkich. Gleby silnie i bardzo silnie zanieczyszczone metalami ciężkimi stanowią odpowiednio 0,27% i 0,08% gleb rolniczych kraju. Można na nich uprawiać rośliny dla potrzeb przemysłu (len, konopie, zboża, ziemniak, rzepak, słonecznik) oraz produkować materiał siewny i szkółkarski. Odmiany gleb najsłabsze i najsilniej zanieczyszczone należy zalesić lub zadarnić.

### Niewłaściwa mechanizacja rolnictwa
Stosowanie ciężkich ciągników, maszyn żniwnych i innych zbierających ziemiopłody może powodować ujemne skutki dla środowiska glebowego i jego urodzajności. Ciężkie pługi ciągnikowe worują się znacznie głębiej niż konie. Prowadzi to do spotęgowania zjawiska odpróchnicowania gleb lżejszych, głębiej i mocniej przewietrzanych, a z natury ubogich w próchnicę. Zbyt ciężki sprzęt rolniczy ugniata silnie glebę, niszczy jej strukturę i teksturę, zwiększa zagęszczenie masy glebowej oraz zmienia niekorzystnie układ porowatości kapilarnej i niekapilarnej. Wskutek tego następują często zachwianie równowagi wodno-powietrznej, zaskorupienie powierzchni gleby i zahamowanie wymiany gazowej, co ujemnie wpływa na rośliny. Wprowadzenie nowych typów maszyn i narzędzi rolniczych, rolniczych ciężarze zredukowanym lub złożonym na większą powierzchnię jednostkowego ciśnienia, oraz głębsze spulchnianie gleby, likwidujące nadmierne opory podczas uprawy, będą przeciwdziałać ujemnym skutkom jednostronnej mechanizacji.

### Wadliwa chemizacja gleby
Obok korzyści jakie daje rolnictwu chemizacja (intensyfikacja nawożenia mineralnego, szerokie zastosowanie pestycydów), powoduje ona stopniowe zagrożenie środowiska glebowego. Z licznych doświadczeń wynika, że przy obecnym stanie żyzności gleb udział nawożenia w plonowaniu roślin wynosi średnio 60%, a tylko 40% przypada na pozostałe zabiegi agrotechniczne. W warunkach dobrej zasobności gleb udział nawożenia maleje na korzyść pozostałych zabiegów agrotechnicznych. W miarę wzrostu zasobności będzie zmniejszał się bezpośredni wpływ nawożenia na urodzajność gleb. Gdy gleba osiągnie optymalny poziom zasobności, wówczas trzeba będzie prawdopodobnie zaprzestać dalszego jej nadmiernego wzbogacania w składniki pokarmowe, ograniczając się jedynie do racjonalnego żywienia roślin. W przeciwnym razie nastąpiłyby zachwianie równowagi pomiędzy makro- i mikroelementami w glebie, a także w składzie chemicznym roślin, nadmierne zasolenie gleb oraz eutrofizacja wód gruntowych i otwartych. Przenawożenie odbija się ujemnie na środowisku glebowym i organizmach w nim żyjących. W związku z tym do gleby należy doprowadzić nie maksymalne, lecz optymalne dawki N, P, K, Ca, aby nie naruszać równowagi biologicznej i tym samym nie obniżyć żyzności gleby.
Drugim źródłem skażenia mogą być pestycydy stosowane w ochronie roślin, ponieważ żaden z nich nie jest obojętny na agrocenozy. Szczególnie niebezpieczne są tutaj związki rtęcioorganiczne, chlorowane węglowodory, związki fosforoorganiczne, karbaminiany. Stosowanie ich w sposób niekontrolowany powoduje poważną degradację środowiska glebowego. Zaleca się następujące środki przeciwdziałające chemicznym skażeniom środowiska przez pestycydy:
- ścisłą kontrolę stosowania środków ochrony roślin,
- obudowę biologiczną zdrowego krajobrazu za pomocą zabiegów fitomelioracyjnych,
- przywrócenie rangi zabiegom agrotechnicznym – uprawie roli i zmianowaniu,
- hodowlę i uprawę odmian odpornych na choroby i szkodniki,
- rozwinięcie biologicznych metod ochrony roślin (stosowanie biopreparatów), a ograniczenie chemicznych metod ochrony roślin do roli czynnika interwencyjnego,
- stosowanie metody integrowanej, tj. łączącej zabiegi agrotechniczne, biologiczne i chemiczne.

### Zanieczyszczenia przemysłowe gleb
Intensywny rozwój przemysłu powoduje często degradację środowiska glebowego i wyraźne zmniejszenie żyzności gleb. Przyczyną tego są najczęściej szkodliwe substancje emitowane głównie do atmosfery, skąd przenikają do gleby w postaci gazów, płynów lub pyłów. Do najbardziej szkodliwych należą związki siarki, które wydzielane są w postaci SO2, kwasu siarkowego i siarkawego, siarkowodoru oraz pyłów siarki rodzimej i innych. Pod ich wpływem następuje szybko bardzo mocne zakwaszanie, a nawet całkowita degradacja środowiska glebowego. Przykłady dewastacji gleby i szaty roślinnej można obserwować w Tarnobrzeskim Zagłębiu Siarkowym i w otoczeniu Bazy Przeładunku Siarki w Gdańsku.

## Podstawy organizacyjno-prawne wykonywania klasyfikacji gruntów ornych
Klasyfikacja gruntów w Polsce jest wykonywana na podstawie ustawy z dnia 17 maja 1989 r. – Prawo geodezyjne i kartograficzne i przepisów wykonawczych do tej ustawy.
Do dnia 28.11.2012 roku klasyfikacji dokonywało się na podstawie przepisów rozporządzenia Rady Ministrów z dnia 4 czerwca 1956 r., wydanych na podstawie dekretu z dnia 2 lutego 1955 r. o ewidencji gruntów i budynków. W dniu 29.11.2012 roku weszło w życie rozporządzenie Rady Ministrów z dnia 12 września 2012 roku w sprawie gleboznawczej klasyfikacji gruntów (Dz.U. z 2012 r. poz. 1246).
Zgodnie z przepisami, badania terenowe gleboznawczej klasyfikacji gruntów przeprowadzają wykwalifikowani klasyfikatorzy gruntów upoważnieni przez właściwego starostę, na którego terenie dokonywana jest klasyfikacja.
Projekt ustaleń gleboznawczej klasyfikacji gruntów zatwierdzany jest decyzją administracyjną, wydawaną przez starostów. Ostateczna decyzja ustalająca klasę gruntu, ujawniana jest w prowadzonej przez starostów ewidencji gruntów i budynków.
Ewidencja gruntów i budynków stanowi podstawę wymiaru podatków i świadczeń.
Ogólnopolską organizacją, zrzeszającą klasyfikatorów gruntów, jest Polskie Stowarzyszenie Klasyfikatorów Gruntów z siedzibą w Puławach.

## Podstawy prawne ochrony gruntów rolnych i leśnych
Historia polskich regulacji prawnych o ochronie gruntów nie jest długa. Pierwsze regulacje dotyczące ochrony gruntów leśnych pojawiły się w prawodawstwie leśnym okresu międzywojennego, natomiast pierwsze przepisy o ochronie gruntów ornych zostały wydane dopiero w latach sześćdziesiątych XX w. Pierwszym aktem normatywnym ujmującym w sposób całościowy problematykę ochrony gruntów, była ustawa z 26 października 1971 r. o ochronie gruntów rolnych i leśnych oraz rekultywacji gruntów. Zasadniczymi celami ochrony były:
- ograniczenie przeznaczania gruntów rolnych na cele nierolnicze, a gruntów leśnych na cele nieleśne,
- zapobieganie obniżaniu urodzajności gruntów rolnych i produktywności gruntów leśnych,
- przywracanie wartości użytkowych gruntom, które utraciły charakter gruntów rolnych na skutek działalności nierolniczej, a gruntów leśnych na skutek działalności nieleśnej.

W ochronie gruntów rolnych i leśnych wyodrębnia się zwykle ochronę ilościową oznaczającą zapobieganie i ograniczanie przeznaczania na cele nierolnicze oraz ochronę jakościową obejmującą inne aspekty między innymi związane z ochroną środowiska. Ustawa z dnia 3 lutego 1995 r. o ochronie gruntów rolnych i leśnych, zawiera szereg uregulowań, które mają przeciwdziałać nieracjonalnej gospodarce przestrzenią produkcyjną rolną i leśną. Uregulowania te wprowadzały ograniczenia administracyjne i ekonomiczne mające na celu ochronę przed przeznaczeniem na cele nierolnicze gleb najlepszej jakości. Ograniczenia te występują już na etapie projektowania inwestycji, dlatego też ustawa o ochronie gruntów rolnych i leśnych w przypadku projektowania inwestycji na gruntach rolnych lub leśnych, nakazywała bezwzględne sporządzenie miejscowego planu zagospodarowania przestrzennego. Jednak ustawą z dnia 27 marca 2003 r. o planowaniu i zagospodarowaniu przestrzennym zostały wprowadzone zmiany w ustawie o ochronie gruntów rolnych i leśnych polegające na tym, że tylko w przypadkach zaprojektowania inwestycji na gruntach, które wymagają wyrażenia zgody na przeznaczenie na cele nierolnicze i nieleśne przez Ministra Rolnictwa i Rozwoju Wsi i Ministra Środowiska, wojewodę, obecnie marszałka województwa lub innych organów uprawnionych, istnieje obowiązek sporządzania miejscowego planu zagospodarowania przestrzennego.
W pozostałych przypadkach realizacji inwestycji na gruntach słabszej jakości oraz w obszarach obejmujących użytki rolne klas I-III poniżej 0,5 ha i klas IV poniżej 1 ha, nie ma obowiązku sporządzania miejscowego planu zagospodarowania przestrzennego. Ustawa o planowaniu i zagospodarowaniu przestrzennym w przypadku braku planu zagospodarowania przestrzennego dopuściła również możliwość ustalenia lokalizacji inwestycji celu publicznego oraz innych inwestycji w drodze decyzji o warunkach zabudowy. W takim przypadku istnieje obowiązek uzgodnienia takiej decyzji m.in. z organem właściwym w sprawach ochrony gruntów rolnych i leśnych. Wydanie decyzji o warunkach zabudowy jest jedynie możliwe m.in. w przypadku spełnienia jednocześnie wszystkich wymagań zawartych w ustawie o planowaniu i zagospodarowaniu przestrzennym, zgodnie z którą:

Wydanie decyzji o warunkach zabudowy jest możliwe jedynie w przypadku łącznego spełnienia następujących warunków:
1) co najmniej jedna działka sąsiednia, dostępna z tej samej drogi publicznej, jest zabudowana w sposób pozwalający na określenie wymagań dotyczących nowej zabudowy w zakresie kontynuacji funkcji, parametrów, cech i wskaźników kształtowania zabudowy oraz zagospodarowania terenu, w tym gabarytów i formy architektonicznej obiektów budowlanych, linii zabudowy oraz intensywności wykorzystania terenu,
2) teren ma dostęp do drogi publicznej,
3) istniejące lub projektowane uzbrojenie terenu jest wystarczające dla zamierzenia budowlanego,
4) teren nie wymaga uzyskania zgody na zmianę przeznaczenie gruntów rolnych i leśnych na cele nierolnicze i nieleśne albo jest objęty zgodą uzyskaną przy sporządzaniu miejscowych planów,
5) decyzja jest zgodna z przepisami odrębnymi.